# Verdes/Aliança Livre Europeia
Os Verdes/Aliança Livre Europeia (em inglês: The Greens/European Free Alliance, Greens/EFA) é um grupo parlamentar do Parlamento Europeu, composto por deputados de duas famílias de partidos políticos, o Partido Verde Europeu e a Aliança Livre Europeia, juntamente com Partido Pirata Europeu, Volt Europa e partidos nacionais independentes.
O Partido Verde Europeu agrupa partidos ambientalistas; a Aliança Livre Europeia é uma aliança de partidos representando movimentos regionalistas e nações sem estado, por norma de orientação progressista. Também integram o grupo partidos não afiliados a nenhuma dessas organizações pan-europeias, como o Partido Pirata da Suécia e a Europa Transparente dos Países Baixos (entre 2004 e 2009).

## Deputados por legislatura
| Data | Deputados | +/- | Nome                               |
| ---- | --------- | --- | ---------------------------------- |
| 1984 | 20 / 434  |     | Grupo Arco-Íris                    |
| 1989 | 43 / 518  | 23  | Grupo dos Verdes                   |
| 1989 | 43 / 518  | 23  | Grupo Arco-Íris                    |
| 1994 | 42 / 567  | 1   | Grupo dos Verdes                   |
| 1994 | 42 / 567  | 1   | Aliança Radical Europeia           |
| 1999 | 48 / 626  | 6   |                                    |
| 2004 | 41 / 732  | 7   |                                    |
| 2009 | 55 / 736  | 14  |                                    |
| 2014 | 50 / 751  | 5   |                                    |
| 2019 | 75 / 751  | 25  | Antes do Brexit (Até 31/01/2020)   |
| 2019 | 67 / 705  | 8   | Depois do Brexit (Após 31/01/2020) |
| 2024 | 53 / 720  | 14  |                                    |

## Membros (2024-2029)
| País          | Partido | Partido                              | Afiliação | Afiliação              | Deputados |
| ------------- | ------- | ------------------------------------ | --------- | ---------------------- | --------- |
| Alemanha      |         | Aliança 90/Os Verdes                 |           | Partido Verde Europeu  | 12 / 96   |
| Alemanha      |         | Volt Alemanha                        |           | Volt Europa            | 3 / 96    |
| Áustria       |         | Os Verdes - Alternativa Verde        |           | Partido Verde Europeu  | 2 / 20    |
| Bélgica       |         | Ecolo                                |           | Partido Verde Europeu  | 1 / 22    |
| Bélgica       |         | Groen                                |           | Partido Verde Europeu  | 1 / 22    |
| Chéquia       |         | Partido Pirata                       |           | Partido Pirata Europeu | 1 / 21    |
| Croácia       |         | Možemo!                              |           | Partido Verde Europeu  | 1 / 12    |
| Dinamarca     |         | Esquerda Verde                       |           | Partido Verde Europeu  | 3 / 15    |
| Eslovênia     |         | Vesna - Partido Verde                |           | Partido Verde Europeu  | 1 / 9     |
| Espanha       |         | Esquerda Republicana da Catalunha    |           | Aliança Livre Europeia | 1 / 61    |
| Espanha       |         | Bloco Nacionalista Galego            |           | Aliança Livre Europeia | 1 / 61    |
| Espanha       |         | Catalunha em Comum                   |           | Partido Verde Europeu  | 1 / 61    |
| Espanha       |         | Més–Compromís                        |           | Aliança Livre Europeia | 1 / 61    |
| Finlândia     |         | Aliança dos Verdes                   |           | Partido Verde Europeu  | 2 / 15    |
| França        |         | Europa Ecologia - Os Verdes          |           | Partido Verde Europeu  | 5 / 81    |
| Itália        |         | Europa Verde                         |           | Partido Verde Europeu  | 4 / 76    |
| Letónia       |         | Os Progressistas                     |           | Partido Verde Europeu  | 1 / 9     |
| Lituânia      |         | União dos Democratas "Pela Lituânia" |           | Partido Verde Europeu  | 1 / 11    |
| Luxemburgo    |         | Os Verdes                            |           | Partido Verde Europeu  | 1 / 6     |
| Países Baixos |         | Esquerda Verde                       |           | Partido Verde Europeu  | 4 / 31    |
| Países Baixos |         | Volt Países Baixos                   |           | Volt Europa            | 2 / 31    |
| Roménia       |         | Nicolae Ștefănuță (Independente)     |           | Partido Verde Europeu  | 1 / 33    |
| Suécia        |         | Partido Verde                        |           | Partido Verde Europeu  | 3 / 21    |

## História

### A criação do Grupo Arco-Irís em 1984
A existência de um grupo parlamentar europeu agrupando ecologistas e regionalistas remonta a 1984, com a criação do Grupo Arco-Irís (de seu nome completo Grupo Arco-Irís: Federação da Aliança Verde Alternativa Europeia, do Agalev-Ecolo, do Movimento Popular Dinamarquês contra a Comunidade Europeia, e da Aliança Livre Europeia no Parlamento Europeu).
Após as eleições desse ano, o grupo foi criado englobando os 7 deputados dos Verdes alemães, 1 do Ecolo valão, 1 do Agalev flamengo, 2 da União Popular flamenga (a atual Nova Aliança Flamenga), 4 do Movimento Popular contra a CEE dinamarquês, 1 da Democracia Proletária italiana, 1 do Federalismo - Europa dos Povos italiano (uma aliança de partidos regionais, tendo o lugar sido ocupado pelo Partido Sardo da Ação), 1 do Partido de Unidade Proletária italiano (eleito nas listas do PCI) e 2 do Acordo Progressista Verde holandês (aliança entre o Partido Político dos Radicais, o Partido Socialista Pacifista, o Partido Comunista dos Países Baixos e o Partido Verde dos Países Baixos).
Vários desses agrupamentos, por distintas razões, praticaram a rotação dos mandatos: um dos lugares do Acordo Progressista Verde foi partilhado entre o Partido Político dos Radicais e o Partido Comunista dos Países Baixos; também os deputados alemães exerceram apenas meio mandato, passando o lugar aos seguintes da lista.

### A divisão do grupo em 1989
Após as eleições de 1989, o Grupo Arco-Irís dividiu-se em dois: os partidos regionalistas continuaram no Grupo Arco-Irís, agora agrupando a União Popular flamenga; a União do Povo Corso; a Liga Lombarda e o Partido Sardo da Ação italianos; o Movimento Popular contra a CEE dinamarquês; o Eusko Alkartasuna (eleito na coligação Pela Europa dos Povos) e o Partido Andaluz espanhóis; o Partido Nacional Escocês; e o Fianna Fail Independente irlandês.
Na sequência das eleições de 1994, os regionalistas deixarem de ter deputados suficientes para manter um grupo próprio, tendo-se associado à ala esquerda dos Radicais franceses e à Lista Pannella (organizada a partir do Partido Radical italiano) para criar a Aliança Radical Europeia.
Já os ecologistas criaram o Grupo Verde, inicialmente agrupando os Verdes alemães, franceses, belgas, italianos, holandeses  e portugueses, e também a Democracia Proletária e a Lista Antiproibicionista das Drogas italianas e a Euskadiko Ezkerra espanhola (eleita na coligação Esquerda dos Povos).

### Os Verdes/Aliança Livre Europeia
Em 1999, o grupo da Aliança Radical Europeia deixou de existir e os partidos da ALE representados no Parlamento Europeu reuniram-se ao Grupo Verde, dando origem ao atual grupo Os Verdes - Aliança Livre Europeia.